# Joris Daudet
Joris Daudet (n. 12 februarie 1991, Saintes, Poitou-Charentes, Franța) este un ciclist francez, medaliat olimpic. A participat la 4 ediții ale Jocurilor Olimpice (2012, 2016, 2020, 2024) în care a câștigat o medalie de aur.